# قائمة التقديمات المصرية لجائزة الأوسكار لأفضل فلم روائي طويل دولي

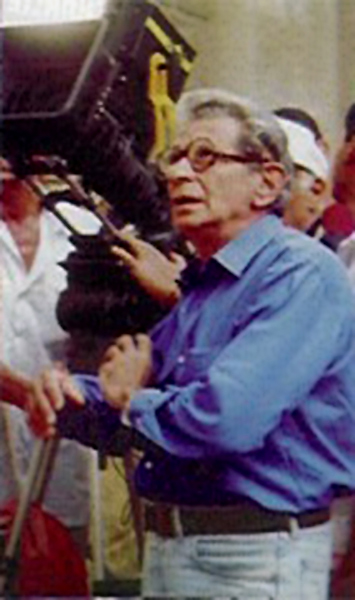

قدمت مصر أفلامًا ليتم النظر فيها لجائزة الأوسكار لأفضل فيلم روائي دولي منذ عام 1958، عندما أصبح فيلم «باب حديد» ليوسف شاهين أول فيلم أفريقي وأول فيلم عربي يقدم للتنافس على الجائزة. تُمنح جائزة الأفلام الأجنبية سنويًا من قبل الأكاديمية الأمريكية لفنون وعلوم الصور المتحركة إلى فيلم سينمائي طويل تم إنتاجه خارج الولايات المتحدة يحتوي بشكل أساسي على حوار غير إنجليزي. تم إنشاء الجائزة في حفل جوائز الأوسكار لعام 1956، خلفًا لجوائز الأوسكار الفخرية غير التنافسية التي تم تقديمها بين عامي 1947 و 1955 لأفضل الأفلام بلغة أجنبية صدرت في الولايات المتحدة.
قدمت مصر العديد من الأفلام لمسابقة الأوسكار الأجنبية لكنها لم تحصل بعد على ترشيح أوسكار مرغوب فيه. وقد اختفت فعليًا من المنافسة خلال فترة الستة عشر عامًا بين 1982-2001 (أرسلت خلالهم ثلاثة أفلام فقط)، لكنهم عادوا كمشاركين منتظمين في عام 1999. مثَّل يوسف شاهين مصر أربع مرات أكثر من أي مخرج آخر.

## التقديمات
دعت أكاديمية الفنون والعلوم السينمائية الصناعات السينمائية في مختلف البلدان لتقديم أفضل فيلم لها لجائزة الأوسكار لأفضل فيلم بلغة أجنبية منذ عام 1956. تشرف لجنة جائزة الأفلام الأجنبية على العملية وتراجع جميع الأفلام المقدمة. بعد ذلك يصوتون بالاقتراع السري لتحديد خمسة مرشحين للجائزة. فيما يلي قائمة حسب السنة بالأفلام التي تم تقديمها من قبل مصر لتراجعها الأكاديمية للحصول على الجائزة.
تم تقديم الطلبات بين عامي 1958 و 1960 تحت اسم الجمهورية العربية المتحدة، وهو الاسم الرسمي لمصر في ذلك الوقت.
كانت جميع الأفلام باللغة العربية.
| السنة (رقم الدورة) | الفيلم              | المخرج                      | النتيجة |
| ------------------ | ------------------- | --------------------------- | ------- |
| 1958 (31)          | باب الحديد          | يوسف شاهين                  | لم يرشح |
| 1959(32)           | دعاء الكروان        | هنري بركات                  | لم يرشح |
| 1960 (33)          | المراهقات           | أحمد ضياء الدين             | لم يرشح |
| 1961 (34)          | وا إسلاماه          | إنريكو بومبا / أندرو مارتون | لم يرشح |
| 1962 (35)          | اللص والكلاب        | كمال الشيخ                  | لم يرشح |
| 1964 (37)          | أم العروسة          | عاطف سالم                   | لم يرشح |
| 1965 (38)          | المستحيل            | حسين كمال                   | لم يرشح |
| 1966 (39)          | القاهرة 30          | صلاح أبو سيف                | لم يرشح |
| 1970 (43)          | المومياء            | شادي عبد السلام             | لم يرشح |
| 1971 (44)          | امرأة ورجل          | حسام الدين مصطفى            | لم يرشح |
| 1972 (45)          | زوجتي والكلب        | سيد مرزوق                   | لم يرشح |
| 1973 (46)          | إمبراطورية ميم      | حسين كمال                   | لم يرشح |
| 1975 (48)          | أريد حلاً            | سيد مرزوق                   | لم يرشح |
| 1976 (49)          | على من نطلق الرصاص  | كمال الشيخ                  | لم يرشح |
| 1979 (52)          | إسكندرية... ليه؟    | يوسف شاهين                  | لم يرشح |
| 1981 (54)          | أهل القمة           | علي بدرخان                  | لم يرشح |
| 1990 (63)          | اسكندرية كمان وكمان | يوسف شاهين                  | لم يرشح |
| 1994 (67)          | أرض الاحلام         | داوود عبد السيد             | لم يرشح |
| 1997 (70)          | المصير              | يوسف شاهين                  | لم يرشح |
| 2002 (75)          | أسرار البنات        | مجدي أحمد علي               | لم يرشح |
| 2003 (76)          | سهر الليالى         | هاني خليفة                  | لم يرشح |
| 2004 (77)          | بحب السيما          | أسامة فوزي                  | لم يرشح |
| 2006 (79)          | عمارة يعقوبيان      | مروان حامد                  | لم يرشح |
| 2007 (80)          | في شقة مصر الجديدة  | محمد خان                    | لم يرشح |
| 2008 (81)          | الجزيرة             | شريف عرفه                   | لم يرشح |
| 2010 (83)          | رسائل البحر         | داوود عبد السيد             | لم يرشح |
| 2011 (84)          | الشوق               | خالد الحجار                 | لم يرشح |
| 2013 (86)          | الشتا إللى فات      | إبراهيم البطوط              | لم يرشح |
| 2014 (87)          | فتاة المصنع         | محمد خان                    | لم يرشح |
| 2016 (89)          | اشتباك              | محمد دياب                   | لم يرشح |
| 2017 (90)          | شيخ جاكسون          | عمرو سلامة                  | لم يرشح |
| 2018 (91)          | يوم الدين           | أبو بكر شوقي                | لم يرشح |
| 2019 (92)          | ورد مسموم           | فوزي صالح                   | لم يرشح |
| 2020 (93)          | لما بنتولد          | تامر عزت                    | لم يرشح |
| 2021 (94)          | سعاد                | آيتن أمين                   | لم يرشح |

اشتهرت الأكاديمية المصرية في السنوات الأخيرة باختيارها أفلام الساعة المثيرة للجدل في الوطن. أطلق المسيحيون الأقباط دعوى قضائية فاشلة ضد تقديم «أحب السينما» عام 2004، بينما حاول عشرات من البرلمانيين المصريين وعدد من رجال الدين المسلمين بالمثل حظر «عمارة يعقوبيان» لتصويره للأصولية الإسلامية وخاصة الشذوذ الجنسي. فيلم سر الفتاة الصغيرة دراما عن حمل المراهقات،  و 2003 سليلي بلاس ، فحص للجنس والطلاق والعلاقات داخل وخارج الزواج  أثار أيضًا جدلًا بين المحافظين في مصر.

## روابط خارجية
- قاعدة بيانات جوائز الأوسكار الرسمية
- قاعدة بيانات اعتمادات الصور المتحركة
- صفحة جوائز الاكاديمية IMDb